# Ha-Lapid
O Ha-Lapid (em hebraico הלפיד, em português "o facho") foi um jornal português, órgão da comunidade Israelita do Porto, fundado em 1927 e publicado até 1958.

## História
O Ha-Lapid foi fundado e dirigido por Artur Carlos de Barros Basto (Ben-Rosh). O primeiro número foi publicado em Abril de 1927 e o último em 1958, ao todo foram publicados 156 números. Inicialmente a periocidade era mensal, a partir de 1929 passou a ser bimestral, sendo os últimos números publicados semestralmente. Era o jornal da obra do resgate dos marranos Portugueses, sendo declarado na primeira página do primeiro número:
Acaba esta Comunidade de acender este pequeno facho, que, com o favor de Deus, há-de iluminar o caminho a muitos transviados da Unica Verdade.
A nossa divisa é Adonai li ve-lo irá (O Senhor comigo e nada receio) e por isso se Deus Bendito concordar com a nossa Obra, nós com o nosso esforço faremos, dentro em breve, o resgate redentor de milhares de portugueses que, ao norte do Tejo, vivem espiritualmente com umas vagas remniscencias da religião dos seus antepassados.
Todos os números têm oito paginas, contêm lições de Judaísmo normativo, tradições cripto-Judaicas, histórias Judaicas, história dos Judeus em Portugal, notícias das várias comunidades Portuguesas (Porto, Bragança, Lisboa, etc.) e internacionais.
Tinha assinantes em vários países, nos seus folhetos de propaganda é indicado que circulava em Portugal, Espanha, França, Inglaterra, Holanda, Suécia, Alemanha, Áustria, Itália, Jugoslávia, Grécia, Palestina, Brasil, Colômbia e Estados Unidos da América.